# Forrai Tamás Gergely
Forrai Tamás Gergely (1964 –) magyar jezsuita szerzetes, 2010 és 2016 között a jezsuiták magyarországi rendtartományának tartományfőnöke (provinciálisa).

## Pályafutása
1989-ben diplomázott az ELTE bölcsészkarán, történelem-latin szakon. Egyetemistaként ifjúsági programokat szervezett a Tápió vidékén, és részt vett a tápiószentmártoni templom helyreállításában; az Igen Klub szervezőjeként pedig az 1930-as években alapított Igen című újságot élesztette újjá 1989-ben.
Az egyetem elvégzése után kispapnak jelentkezett a Központi Papnevelő Intézetbe[forrás?], 1990-ben pedig belépett az újrainduló jezsuita rendbe. Ezt követően filozófiát tanult Münchenben, majd másfél évig a Faludi Ferenc Akadémia szervezője volt. 1998-ban teológia szakot végzett Dublinban, és ebben az évben szentelték pappá Budapesten. Ezután a miskolci Fényi Gyula Jezsuita Gimnázium és Kollégium nevelési programját dolgozta ki, majd 1999-ben az iskola igazgatója lett. Ünnepélyes fogadalmát 2006-ban tette le Miskolcon.
A jezsuita rend rendfőnöke, Adolfo Nicolás 2010 júniusában nevezte ki a magyarországi rendtartomány élére. Beiktatására július 31-én került sor a Pesti Jézus Szíve templomban.
2017-től 2024 őszéig a torontói magyar közösséget vezette plébánosként. Ezt követően a pécsi missziót indította el.